# 吉川広嘉
吉川 広嘉（きっかわ ひろよし）は、江戸時代前期の周防国岩国領3代領主。

## 生涯
元和7年（1621年）7月6日、第2代領主・吉川広正の長男として萩に生まれる。
寛永元年（1624年）、証人（人質）として江戸に上り、寛永7年（1630年）に将軍徳川家光に御目見した。同年、弟の千若（吉川就紀）が証人となり、帰国した。
寛永11年（1634年）、萩で元服し、広佳と名乗った。
正保2年（1645年）4月、改名して広純を名乗る。
寛文3年（1663年）8月28日、父の隠居により家督を継ぐ。生来病弱であったため京都で療養し、諸学と京風を身に着け、狩野探幽等とも交流があり、後年の錦帯橋架橋にも繋がる人脈を構築した。
領主としての治績は、瀬戸内沿岸二千町歩を干拓し耕地を拡大したこと、領札を発行したことがある。
最大の治績は、延宝元年（1673年）、同2年（1674年）と連年錦川に架橋工事を行い、現在の形の錦帯橋を架橋したことである。特に延宝2年の架橋工事は緻密を極め、橋は以後第二次世界大戦後にキジヤ台風で崩壊・流失するまで一度も流失しなかった。
延宝7年（1679年）8月16日、死去した。享年59。長男・広紀が跡を継いだ。

## 系譜
- 父：吉川広正（1601-1666）
- 母：竹姫（1600-1644） - 高玄院、毛利輝元長女
- 正室：天長院（1635-1697） - 鷲尾隆量娘
  - 長男：吉川広紀（1658-1696）